# Fred Rebell
Fred Rebell (né Kārlis Sproģis; 22 avril 1886 – 10 novembre 1968) est le premier marin à avoir traversé en solitaire sur un petit voilier sans cabine l'océan pacifique d'ouest en est (Sydney-Californie) de 1931 à 1933.

## Biographie
Letton né à Ventspils, la Courlande, appartenant alors à l'Empire de Russie (aujourd'hui Lettonie), il s'enfuit vers l'Allemagne en 1907, et s'embarque sur un bateau pour l'Australie en 1909. En 1930, il décide d'émigrer vers les États-Unis. Fred Rebell est un nom d'emprunt, donné pour passer de l'Allemagne à l'Australie en 1907. Sans passeport, il ne peut obtenir de  visa et décide de faire la traversée par ses propres moyens.

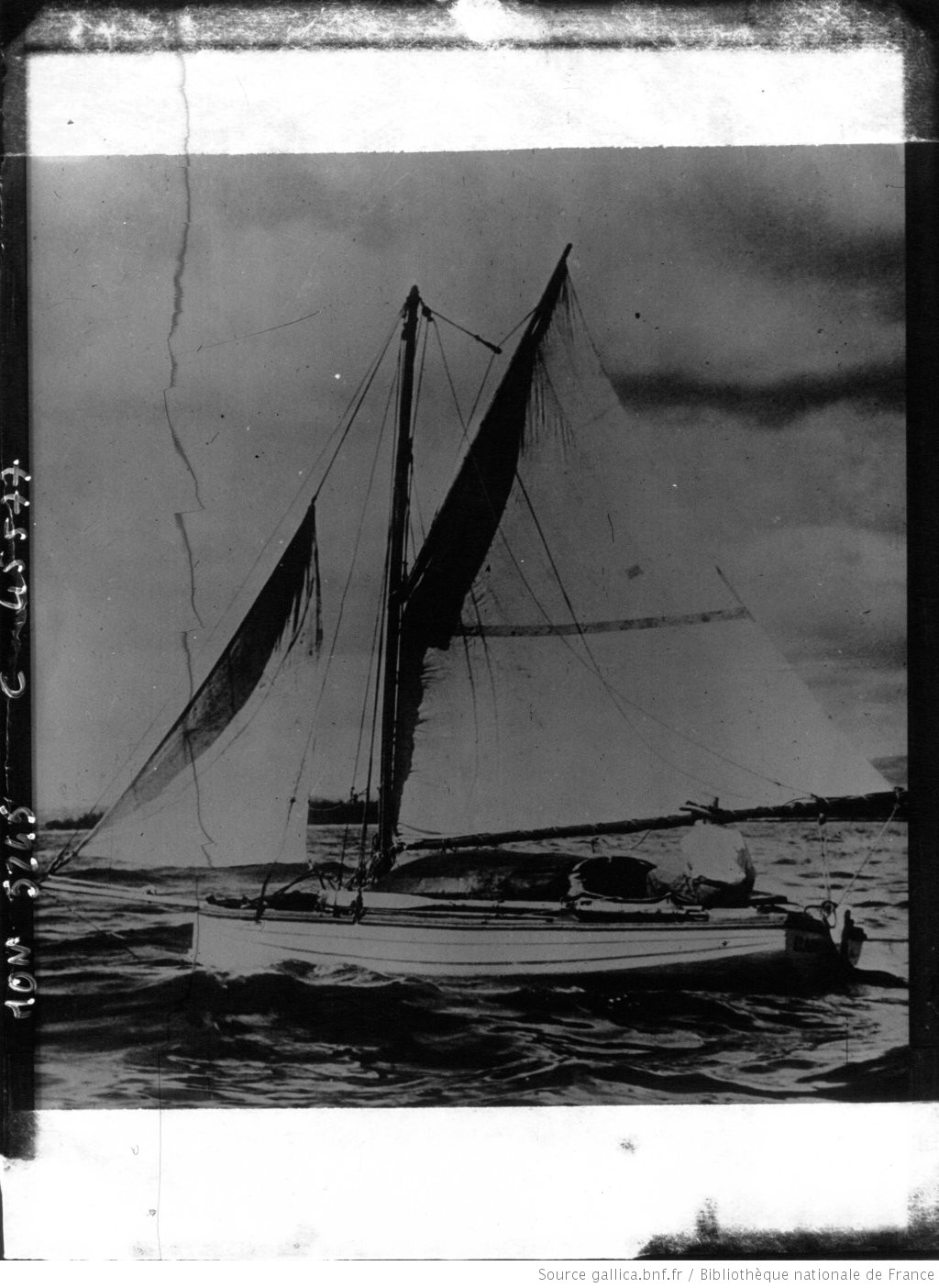
Fred Rebell sur son skiff

Il achète un voilier de régate de 18 pieds (6 mètres) sans cabine, dériveur à clins, non ponté, gréé en sloop d'une longueur de 6m par 2,15m de bau, qu'il baptise Elaine. N'ayant pas les fonds pour les instruments de navigation, il construit son propre sextant à partir de rebuts de pièces, y compris à l'aide d'une lame de scie à métaux  et d'une règle graduée. Il se fait un faux passeport. Il navigue en solitaire de l'Australie depuis Sydney où il s'embarque le 30 décembre 1931, en direction de l'Amérique du Nord. Il fait escale sur diverses îles du Pacifique durant son voyage et passe cinq mois à réparer son bateau. Son aventure marine se double d'une aventure spirituelle, née dans l'épreuve. Il arrive à San Pedro, en Californie, en 1933, au terme d'un voyage de 373 jours, dont 7 mois en mer. Il est  le premier à avoir traversé en solitaire l'Océan Pacifique d'ouest en est.
Sans papiers, il est finalement expulsé vers la Lettonie , où il retourne vivre avec ses parents. Il y écrit ses aventures dans son livre S'échapper vers la Mer (Escape to the Sea) publié en 1939.
En 1937 Rebell décide de retourner en Australie. Il achète un vieux bateau de pêche de 28 pieds pour faire le voyage, nommé le Selga. Malgré ses transformations, ce bateau s'avère inadapté et est abandonné sur les côtes anglaises. Il se joint finalement à l’équipage familial d'un petit yacht, le Reine d' Arvor, qui fait la traversée par le canal de Panama et atteint Sydney, en Australie en 1939.
En Australie, il travaille comme charpentier et prédicateur laïque pentecôtiste. Il obtient finalement la nationalité australienne en 1955 et meurt en 1968.

## Œuvre
- "The Boats They Sailed In"" par John Stephen Doherty, pub. W. W. Norton & Co. 1985  (ISBN 0-393-03299-X)
- Fred Rebell (trad. de l'anglais par Olivier Le Carrer, préf. Olivier Le Carrer), Seul sur les flots, Paris, Arthaud, 2018, 240 p. (ISBN 978-2-08-139861-0).